# 朝鲜人民军创建日

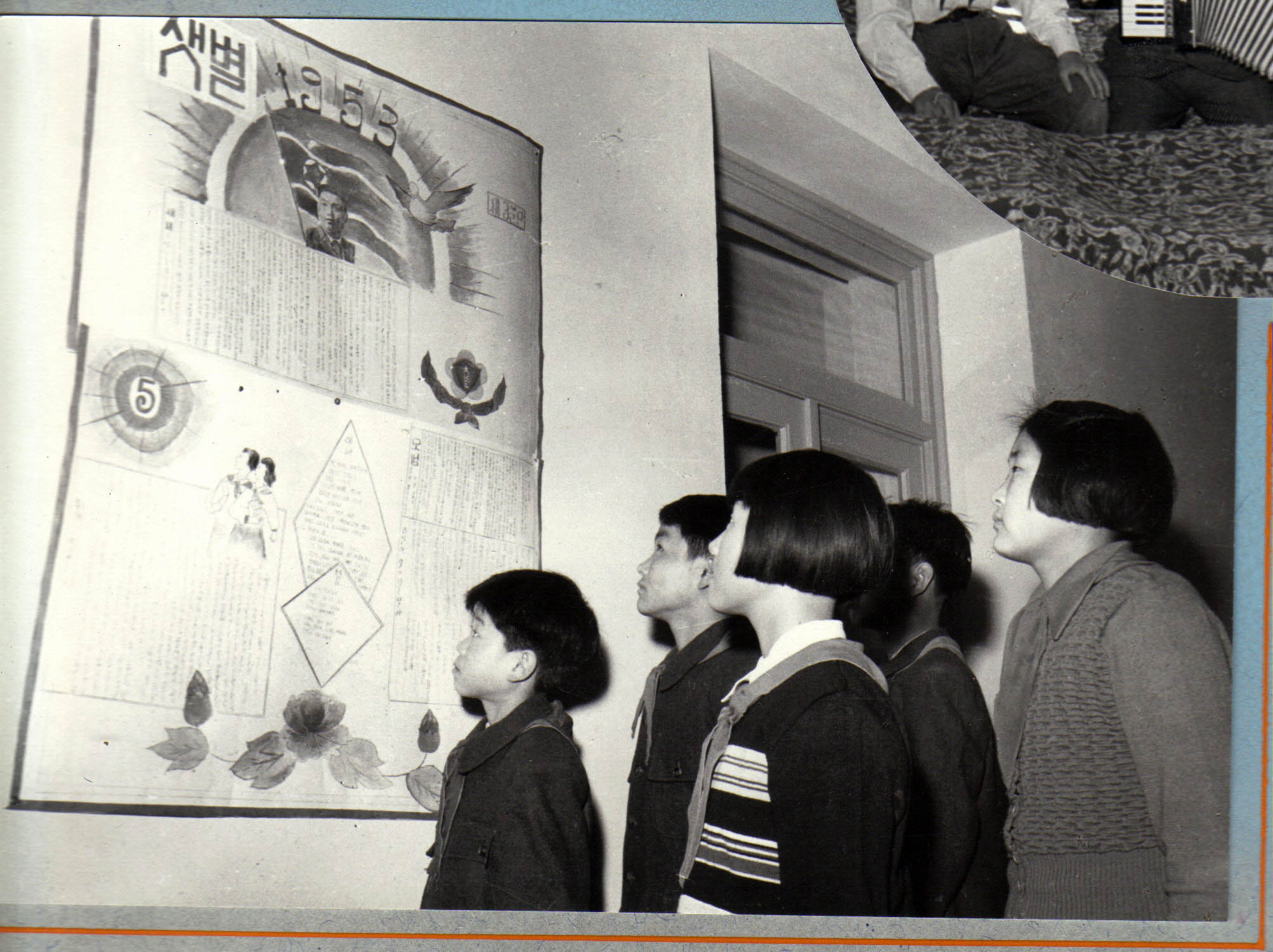
朝鲜人民军创建日（1953年）

朝鲜人民军创建日是朝鲜每年4月25日的公共假日。

## 背景

朝鲜人民革命军旗

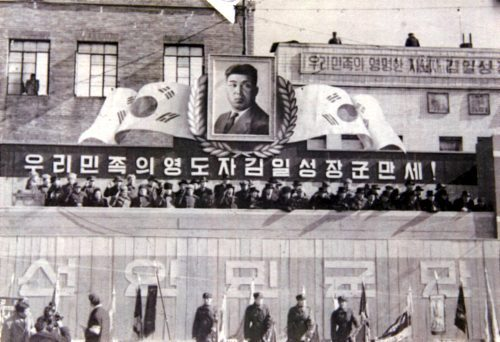
1948年2月8日朝鲜人民军建军仪式

在朝鲜史学中，朝鲜人民军的成立日期有两种说法：1932年4月25日和1948年2月8日。根据朝鲜官方史料，朝鲜人民军的前身——朝鲜人民革命军成立于1932年4月25日。朝鲜人民革命军是东北抗日联军中的朝鲜族部队的名称，正规军直到1948年才成立，并以2月8日为建军节，1978年改为4月25日。但后者早在1962年就一直以某种方式庆祝。最初，这天是纪念“抗日游击队”的成立，后来特别被称为朝鲜人民革命军成立日。1996年成为法定假日。此后4月25日成为朝鲜唯一的建军节。2018年1月22日，朝鲜劳动党中央委员会政治局决定重新将2月8日定为朝鲜人民军建军节。4月25日作为金日成1932年创建第一支革命武装力量的纪念日，定为朝鲜人民革命军成立日。

## 历史
1992年4月21日，金正日被授予元帅军衔。当年的建军日举行了盛大的阅兵式。在阅兵式上，金正日向公众高呼：“英勇的朝鲜人民军，荣光属于你们！”。此次講話是僅有的可考證金正日於公開場合發表，並透過北韓媒體播報其聲綫的講話。建军日自1996年4月23日起成为法定假日。

## 庆祝活动
建军节的庆祝活动十分广泛。朝鲜会在平壤举行纪念大会以及各种纪念活动、游行、音乐会和阅兵。军队的军人和平民都可以休假以庆祝节日或留下来继续卫国。

### 朝鲜人民军与工农赤卫队阅兵式
自1948年第一次阅兵以来，每半年举行一次的阅兵式是当天的特色，是平壤全国庆祝活动的一个重要亮点。自1958年以来，平壤仿效中国大陆，每5年在金日成广场举行群众游行。第一次阅兵是1948年在平壤站举行，当时有苏联将军出席，约两万名朝鲜士兵参加。1992年举行建军六十周年大游行。